# 施純仁
施純仁（1923年12月2日—2017年6月18日），出生於臺灣台中州大甲郡梧棲街（今台中市梧棲區），是一位臺灣神經外科醫師，也是前行政院衛生署署長（1986~1990），任內推動重大醫療政策貢獻卓著，包括制定《醫療法》，健全台灣醫療體系，並建立專業腦死判斷標準，通過《人體器官移植條例》，2000年11月獲選國際外科學會榮譽院士，成為中華民國史上第二位獲此殊榮者。

## 職業經歷
施純仁是二次大戰後台灣大學醫學院第一屆畢業生，他培育了大量醫療人才，被尊稱為「醫界恩師」，開創了台灣的神經外科醫療領域。包括前衛生署長詹啟賢、邱文達、世界神經外科學會會長杜永光、許達夫等名醫，都是施純仁的學生。
施純仁參與籌辦許多大型國際會議、在國際組織捍衛中華民國會籍，兼具醫學專業、國際視野，被認為是台灣醫界的領導者，引領台灣醫界走上國際舞台。傑出的貢獻，讓施純仁於 1986 年被蔣經國延攬入內閣，破例成為第一位臨床醫師出身的衛生署署長。 

## 從政經歷
施純仁署長任內為日後台灣醫療體系的健全發展奠立重要基礎，並留下數波里程碑，例如：專科醫師制度的建立、健全《醫師法》、制訂《醫療法》、公布腦死判定標準於合法的器官移植等政策制訂等等。

### 開創台灣神經外科
施純仁1956 年赴當時全世界最大最完整的神經學中心加拿大蒙特婁神經科學研究中心，接受二年嚴格的住院醫師訓練。施在1958 年回國後著手發展神經外科，增加手術量、結合各大醫學院所辦理研討會，也推動成立神經學會以主辦各種國際性醫學會議。施也以加拿大進修受訓模式為參考，來訓練他在台灣的住院醫師及醫學生，迄今台灣的神經外科醫師，大多是他的門生、學孫。

### 推廣公衛及預防醫學
施純仁重視醫療觀念推展，透過制訂強制力法令，來加速改變普羅大眾的觀念。一般認為臨床醫師易忽略公共衛生與預防醫學。施純仁雖出身臨床醫師，但積極投入肝炎、小兒麻痺、愛滋病、登革熱等傳染病防治工作，獲得好評。在預防醫學，他委請醫界對癌症、腦中風、外傷三大主要死因進行流行病學研究，從而提出「全民量血壓運動」與「騎乘機車應戴安全帽」等，積極推動預防保健的觀念。施的門生邱文達因為推動「騎乘機車應戴安全帽」政策等貢獻，於2012年10月獲得美國公共衛生協會「大衛瑞爾公共衛生倡議獎」，成為首位非美籍獲此殊榮的公衛醫療人士。

### 啟動台灣器官移植
施在署長任內，通過《人體器官移植條例》，並公布腦死判定標準以促成合法的器官移植。同時，施純仁對器官移植醫療倫理高度堅持，例如台大醫院於1987年，未經報備自行進行全台灣第一例移植，引發署長施純仁震怒，堅持依法重懲，開出衛生署有史以來首張罰單；這項「鐵腕」開罰，施認為「不只是保障病人，也是保護醫生與醫療制度。」

近十年來，台灣病人赴境外移植器官案例，赴中國大陸就佔9成，「移植旅遊」現象引起台灣醫界關注中國大陸器官供體來源。2012年11月台灣逾2400醫生連署反對中國共產黨執政當局強制摘取法轮功及異見人士的器官供移植，施純仁公開表示：「違反人的意志摘取器官，這種惡行已經不是醫療行為，已經是殺人行為了，放任現象橫行，對人類是很大的災難。」並呼籲門生公開支持。施純仁認為，這對中國是一個關鍵時刻，他嚴詞批評中國共產黨執政當局是「生命尊重力量都沒有的政府，將來這個政府絕對不能夠生存下去。」（參見關於指控中共摘取法輪功學員器官的獨立調查報告）

### 主要政績
衛生署官網，列舉施任內重要施政成果如下：
- 制定《醫療法》
- 修訂行政院《衛生署組織法》
- 擴編衛生署預防研究所將原台灣省傳染病研究所合併於該所、成立檢疫總所
- 辦理「醫療奉獻獎」選拔活動，表揚為台灣默默犧牲奉獻的醫事人員。
- 建立專科醫師制度及制定各醫師之甄審原則
- 規劃建立台灣地區醫療網，設立群體醫療執業中心
- 定期實施醫院評鑑
- 健全藥局管理，醫師專業執業體系，提升醫師執業功能
- 健全食品中毒監視體系，推動食品衛生、國民營養與宣導
- 加強後天免疫缺乏症候群防治工作，建立預防接種疫苗傷害救濟制度
- 推行全民量血壓運動、推廣不吸菸運動

## 延伸閱讀
前台灣大學校長陳維昭認為，《施純仁回憶錄》是台灣醫療與社會變遷的重要史實，帶給台灣社會深層的啟示和省思。
| 《一個醫師的時代見證─施純仁回憶錄》,2009                    |
| 施純仁珍藏史料選輯 I：《變局中的自由風氣》,2008             |
| 施純仁珍藏史料選輯 II：《體會協和醫院的精神》,2008          |
| 施純仁珍藏史料選輯 III：《領航世紀的神經醫學研究中心》,2008 |
| 施純仁珍藏史料選輯 IV：《神經外科與專業發展的領航者》,2008  |
| 施純仁珍藏史料選輯 V：《醫療與民主轉型的見證》,2008         |
| 《施純仁榮譽教授論文輯》,1996                               |